# 헤르날스
헤르날스(독일어: Hernals)는 오스트리아 빈의 제 17구역이다.